# Nemesia valenciae
Nemesia valenciae là một loài nhện trong họ Nemesiidae.
Nemesia valenciae được miêu tả năm 1955 bởi Kraus.